# سيفتيبيوتين
سيفتيبوتين Ceftibutenالاسم التجاري: سيداكس CEDAX هو من الجيلِ الثَّالِث من المضادات الحيوية من فِئَة السيفالوسبورينات third generation cephalosporins.

## المستحضرات الصيدلانية
- كبسولة: 400ملغ.
- بودرة معدة لصنع معلق فموي (بطعم الكرز): 90ملغ/5مل (30مل، 60مل، 120مل)، 180ملغ/5مل (30مل، 60مل، 120مل).[5]

## الاستعمال الطبي
يُستعمَل هذا الدَّواءُ لعِلاج أنواع مختلفَة من العَدوى الجُرثوميَّة.
- علاج التهاب القصبات والتهاب الأذن الوسطى والتهاب البلعوم والتهاب اللوزتين الناجمة عن المستدميات النزلية (حساسية عالية) والمتفطرات النزلية (حساسية متوسطة) والجراثيم المنتجة والغير منتجة لخميرة بيتا لاكتاماز والمكورات الرئوية (حساسية ضعيفة) والمكورات العقدية المقيحة.
- يجب التأكد من حساسية المكورات الرئوية تجاه هذا المحضر قبل استخدامه بسبب مقاومة بعض السلالات (25% من السلالات في الولايات المتحدة) له.
- إن هذا المنتج فعال جداً ضد المكورات العقدية من الزمرة A وضد النيسيريا السيلانية والنيسيريا السحائية. بالإضافة لذلك فهو يمتلك أوسع طيف ضد سلبيات الغرام من بين كل السيفالوسبورينات التي تعطى عبر الفم.
- هو فعال ضد سلالات الامعائيات بما فيها الإيشيريشيا كولاي والسالمونيلا والشيغيلا واليارسينيا.
- رغم أنه قادر على اجتثاث شأفة المكورات العقدية المقيحة من البلعوم الفموي، لكن لا تتوفر أدلة على فائدته في الوقاية من الحمى الرثوية.[5]

### الجرعة
يُعطى الدَّواءُ عن طَريق الفَم للأطفال بعمر 12 سنة أو أكثر وللبالغين بمقدار 400 ملغ مرَّةً باليوم لمدَّة 10 أيَّام؛ والجرعةُ القصوى هي 400 ملغ.
- الأطفال <12سنة: يعطى فموياً بجرعة 9ملغ/كغ/يوم لمدة 10أيام، الجرعة القصوى 400ملغ/يوم.
- الأطفال >12سنة والبالغين: يعطى فموياً بجرعة 400ملغ مرة واحدة يومياً لمدة 10أيام، الجرعة القصوى 400ملغ/يوم.
- تعدل جرعته عند مريض القصور الكلوي:

1. تصفية الكرياتينين 30-49 مل/د: يعطى 4.5ملغ/كغ/يوم أو 200ملغ كل 24ساعة.
2. تصفية الكرياتينين أقل من 29 مل/د: يعطى 2.25 ملغ/كغ/يوم أو 100ملغ كل 24ساعة.[6]

## آليه العمل
يثبط عملية صنع الجدار الخلوي الجرثومي بارتباطه مع واحد أو أكثر من بروتينات الاتحاد مع البنسيلين PBPs، الأدمر الذي يؤدي إلى تثبيط نقل الببتيدات الذي يعد الخطوة الأخيرة من عملية تصنيع الغليكوجين الببتيدي الذي بدوره يدخل في تركيب متن الجدار الخلوي الجرثومي. كل ما سبق سيؤدي إلى انحلال واضمحلال الجرثوم تحت تأثير الخمائر الحالة الذاتية التي تتفعل عندئذ دون قيد أو ضابط.

## الحرائك الدوائية
- الامتصاص: يمتص بسرعة بعد تناله فموياً، والطعام يؤخر امتصاصه ويقلل كمية الجزء الممتص منه.
- العمر النصفي: ساعتين.
- الإطراح: مع البول.[5]

## التأثيرات الجانبية
- تحدث بنسبة 1-10%:
  - هضمية: إسهال.
- تحدث بنسبة تقل عن 1%:
  - عصبية مركزية: دوام، تعب، صداع.
  - جلدية: طفح.
  - هضمية: غثيان، إقياء، التهاب كولون غشائي كاذب.
  - دموية: قلة عدلات عابر، فقر دم.
  - كبدية: اضطراب عابر في اختبارات وظائف الكبد.[6][7]

## التخزين
تُحفَظ الكَبسولاتُ في درجة حرارة الغرفة .
تُحفَظ الكَبسولاتُ بَعيداً عن الرُّطوبة.
يُحفَظ الشَّرابُ (المعلَّق) في الثلاَّجة، مع التخلُّص من أيِّ جُزء من الدَّواء غير المستعمَل، وذلك بعدَ أسبوعين من بداية تناوله.